# 東警察署 (大阪府)
東警察署（ひがしけいさつしょ）は、大阪府警察が管轄する警察署の一つ。
府警筆頭の大規模警察署であり、署長は警視正。
管内には、大阪府庁、警察本部があり、大阪府の官庁街を受け持っている。
署内には、刑事部科学捜査研究所が置かれている。

## 管轄
- 大阪市中央区の旧東区域（南警察署管轄区域を除く中央区を管轄）

## 所在地
- 大阪市中央区本町一丁目3番18号
  - Osaka Metro地下鉄堺筋線・中央線 堺筋本町駅

## 交番
- 安土町交番（大阪市中央区安土町三丁目1番11号）
- 上町交番（大阪市中央区上町一丁目2番30号）
- 北久宝寺町交番（大阪市中央区北久宝寺町三丁目2番12号）
- 北浜交番（大阪市中央区北浜三丁目5番29号 日本生命淀屋橋ビル）
- 城見交番（大阪市中央区城見一丁目3番7号）
- 天満橋交番（大阪市中央区天満橋京町1番1号）
- 平野町交番（大阪市中央区安土町一丁目1番3号）
- 南大江交番（大阪市中央区谷町四丁目10番1号）
- 南久宝寺町交番（大阪市中央区南久宝寺町一丁目2番5号）